# José-Maria Berzosa
José-Maria Berzosa est un réalisateur de télévision espagnol émigré en France, né le 29 août 1928 à Albacete et mort au Chesnay le 2 janvier 2018.
Ses documentaires et ses fictions, caustiques et souvent poétiques, distillent un humour buñuélien et une érudition borghésienne. Rejetant toute idée d'objectivité, il souligne explicitement sa mise en scène, même lorsqu'il filme "le réel" et revendique la subjectivité créatrice.
Pour Chili Impressions, il réussit à filmer le Général Pinochet et ses généraux dans leur intimité sans que ceux-ci se doutent de la charge critique qu'ils ne découvriront que lorsque la presse saluera le film.

## Biographie
Après s'être exercé en Espagne à la critique cinématographique, après avoir fréquenté un ciné-club et fait un peu de théâtre à l'Université, il devient avocat, mais en 1956 il doit quitter son pays pour raisons politiques "très contraignantes".
Juan Antonio Bardem lui présente Georges Sadoul qui lui conseille de tenter le concours de l'IDHEC qu'il réussit ((13e promotion avec Bernard Gesbert dont il restera l'ami, Roman Polanski, James Blue, Annie Tresgot, Christian de Chalonge, Costa-Gavras...). Il est stagiaire sur Le testament du Docteur Cordelier de Jean Renoir, puis assistant de Robert Valey, Jean-Marie Drot, Michel Mitrani, Michel Drach, André S. Labarthe, Stellio Lorenzi, Marcel Bluwal... Pendant cette période il continue régulièrement un travail de critique des émissions en langue espagnole à l'O.R.T.F.
En 1967 Daniel Costelle et Pierre-André Boutang lui confient de réaliser plusieurs sujets sur les musées dans le cadre de l'émission Le nouveau dimanche. Ces courts métrages montrent aussitôt une forte impertinence, faisant semblant de briser un plat précieux au Musée de la Céramique de Sèvres, ou mettant en scène Michel Simon dans une savoureuse visite du Musée de la Police où la clef des menottes qu'il a passées au comédien se casse.
Il réalise nombreux documentaires sur des peintres (Dubuffet, Picasso, Zurbarán, Matisse, Greco, Daumier, Bacon, Giacometti, Antonio Saura, Magritte, Fernand Léger...) et sur des écrivains (Asturias, Borges, Rafael Alberti, Montaigne, Colette/Sido, Juan Carlos Onetti, Charles Fourier...).
Ses documentaires les plus connus sont Chili Impressions (l'original de 1977 dure 5 heures), De la sainteté (Quatre épîtres perplexes autour de la foi, de la crédulité et de la croyance , 4 heures, 1985-86), L'élection d'une miss, Iconoclasme.
Il réalise quatre longs métrages de fiction :
- Entre-temps ("Deux récits parallèles. Un employé de bureau de trente cinq ans voit un matin sa vie future compressée en 24 heures, une journée qui correspond à 40 ans de la perception "la plus fréquente" du temps. Simultanément un nain, ancien artiste de cirque, se voit catapulté à l'époque de Napoléon III où il devient l'ami d'une petite fille violoniste qui vieillira d'un siècle en 24 heures...")
- Passe-temps (écrit avec Julio Cortázar et Danielle Obadia ; "une femme quitte son domicile et fuit un danger que nous ne connaîtrons jamais. Après un long chemin émaillé d'aventures initiatiques, elle s'installe dans la salle vide d'un musée et attend la solution à des problèmes qui nous échapperont toujours")
- Joseph et Marie ("La vie quotidienne d'un couple de retraités, très très vieux, généreux, lucides et extraordinairement doués pour le bonheur")
- Mourir sage et vivre fou ("Une femme noire dans une Rolls Royce conduite par un chauffeur aveugle et sourd-muet se promène sur la route de Don Quichotte. Un troisième voyageur, un enfant de 10 ans habillé en blanc leur permet de communiquer").

Toujours inspiré par l'Espagne, il tourne ¡Arriba España! avec Enrique Tierno Galván, Ramón Chao et André Camp, Cinquante ans depuis la guerre civile et Le diable en Galicie avec Ramón Chao, Trois mythes espagnols avec André Camp (Comment se débarrasser des restes du Cid, Don Quichotte Mourir sage et vivre fou , Dom Juan l'amour et la charité), Franco un fiancé de la mort...
Il enseigne à l'École de cinéma de Cuba, à l'INA et à la FEMIS.
En 1980 il reçoit le Grand Prix de la SCAM (SGDL) et le Prix remis par le Ministre de la Culture italien pour l'ensemble de son œuvre ainsi que le Prix Liber Presse Cinéma de Gérone.

## Filmographie
- 1959 : Les Cinq Dernières Minutes de Claude Loursais
- 1967 :  : Le Musée de Sèvres
- 1967 : Le Musée de la police
- 1967La realidad supera a la ficción
- 1967Miguel Ángel Asturias, un maya a la cour du roi Gustave
- 1968 : Alberto Giacometti
- 1968Luis Buñuel tourne La Voie lactée
- 1969 : Festival Théâtral de Nancy
- 1969Dubuffet
- 1969Giacometti
- 1969L'architecture paysanne en Iran
- 1969Jorge Luis Borges : Le passé qui ne menace pas[4]
- 1969Jorge Luis Borges : Les journées et les nuits[5]
- 1970 : Matisse
- 1970Le malentendu du design
- 1970Daumier
- 1970Brouillon d’un reportage autour Pablo Ruiz Picasso, artiste-peintre
- 1970Julio González
- 1971 : Colette/Sido
- 1971Fernand Léger
- 1971Le christianisme au Portugal
- 1971Francis Bacon : l’ultime regard
- 1972 : La musique de l’exil, les Russes
- 1972Rouge, Greco, rouge
- 1972Charles Fourier
- 1973 : L’amour et la charité
- 1973Zurbarán, la vie des moines et l’amour des choses
- 1973Espagnes
- 1974 : Retour au Portugal I : Lourdes Castro de Madere
- 1974Retour au Portugal II : Les intellectuels
- 1975 : ¡Arriba España! [6]
- 1976 : Chili Impressions : Les pompiers de Santiago / Voyage au bout de la droite / Au bonheur des généraux / Monsieur le Président
- 1977 : Les candidates de Saint-Amour
- 1978 : Des choses vues et entendues ou rêvées en Bretagne à partir desquelles Dieu nous garde de généraliser
- 1979 : Import Export
- 1979Coupez les cheveux de quatre mouches entre midi et quatorze heures
- 1979Joseph et Marie : les mots et les gestes
- 1980 : Quatre adresses pour Viollet-le-Duc
- 1981 : Eduardo Chillida
- 1981Tomi Ungerer
- 1982 : Haïti : Entre Dieu et le président / Les lois de l'hospitalité / Les enfants de Millbrook
- 1983 : Antonio Saura, quelques rêveries d’un promeneur solitaire
- 1983La leçon de cinéma de François Truffaut
- 1983Entre-Temps
- 1985 : De la sainteté I-II-II-IV
- 1987 : Ceux qui se souviennent
- 1989 : Juan Carlos Onetti
- 1990 : Iconoclasme
- 1992 : Montaigne aimé autour de nous
- 1993 : Où es-tu ? (Le diable en Galicie)
- 1995 : L'éducation, la souffrance, le plaisir[7]
- 1995Le Château de Liechtenstein et le Paternoster de Prague
- 1996 : Franco, un fiancé de la mort
- 1998 : Rafael Alberti [8]
- 2001 : Pinochet et ses trois généraux [9]